# 阿利皮奥同志
奧蘭多·亞歷杭德羅·博爾達·卡薩弗蘭卡（西班牙語：Orlando Alejandro Borda Casafranco；1967年1月11日—2013年8月11日），化名阿利皮奥同志（comrade alipio），是秘鲁共产党 (光辉道路)的指挥员。1999年党主席奥斯卡·拉米雷斯被捕后，成为秘鲁共产党VRAEM派的领袖。2013年8月11日在略切瓜区的军事行动中被射杀。